# Campionato mondiale di enduro 2014
Il Campionato mondiale di enduro 2014, venticinquesima edizione dalla sua istituzione, ha avuto inizio il 5 aprile e si è concluderà il 14 settembre dopo 8 prove.

## E1

### Calendario
| Prova | Data            | Gran Premio                | Località       | Vincitore gara 1    | Vincitore gara 2    |
| ----- | --------------- | -------------------------- | -------------- | ------------------- | ------------------- |
| 1     | 5-6 aprile      | Gran Premio di Catalogna   | Solsona        | Christophe Nambotin | Christophe Nambotin |
| 2     | 12-13 aprile    | Gran Premio del Portogallo | Vale de Cambra | Christophe Nambotin | Christophe Nambotin |
| 3     | 10-11 maggio    | Gran Premio di Grecia      | Kalampaki      | Christophe Nambotin | Eero Remes          |
| 4     | 7-8 giugno      | Gran Premio di Finlandia   | Heinola        | Eero Remes          | Christophe Nambotin |
| 5     | 14-15 giugno    | Gran Premio di Svezia      | Enköping       | Christophe Nambotin | Eero Remes          |
| 6     | 5-6 luglio      | Gran Premio del Messico    | non disputata  |                     |                     |
| 7     | 2-3 agosto      | Gran Premio d'Italia       | Lumezzane      | Christophe Nambotin | Christophe Nambotin |
| 8     | 13-14 settembre | Gran Premio di Francia     | Brioude        | Christophe Nambotin | Christophe Nambotin |

### Sistema di punteggio e legenda
| Pos.  | 1  | 2  | 3  | 4  | 5  | 6  | 7 | 8 | 9 | 10 | 11 | 12 | 13 | 14 | 15 | 16 > |
| ----- | -- | -- | -- | -- | -- | -- | - | - | - | -- | -- | -- | -- | -- | -- | ---- |
| Punti | 20 | 17 | 15 | 13 | 11 | 10 | 9 | 8 | 7 | 6  | 5  | 4  | 3  | 2  | 1  | 0    |

### Classifiche
Aggiornate al 15 giugno

#### Piloti
| Pos. | Pilota              | Moto      | Punti |
| ---- | ------------------- | --------- | ----- |
| 1    | Christophe Nambotin | KTM       | 271   |
| 2    | Eero Remes          | KTM       | 201   |
| 3    | Cristobal Guerrero  | KTM       | 181   |
| 4    | Jérémy Tarroux      | Sherco    | 176   |
| 5    | Anthony Boissiere   | Sherco    | 160   |
| 6    | Jaume Betriu        | Husqvarna | 136   |
| 7    | Thomas Oldrati      | Husqvarna | 107   |
| 8    | Rudy Moroni         | KTM       | 106   |
| 9    | Maurizio Micheluz   | Suzuki    | 74    |
| 10   | Kévin Rohmer        | Yamaha    | 53    |

#### Costruttori
| Pos. | Costruttore | Punti |
| ---- | ----------- | ----- |
| 1    | KTM         | 191   |
| 2    | TM          | 154   |
| 3    | Sherco      | 142   |
| 4    | Husqvarna   | 106   |
| 5    | Honda       | 63    |
| 6    | Yamaha      | 44    |
| 7    | Suzuki      | 40    |

## E2

### Calendario
| Prova | Data            | Gran Premio                | Località       | Vincitore gara 1       | Vincitore gara 2       |
| ----- | --------------- | -------------------------- | -------------- | ---------------------- | ---------------------- |
| 1     | 5-6 aprile      | Gran Premio di Catalogna   | Solsona        | Antoine Meo            | Pierre Alexandre Renet |
| 2     | 12-13 aprile    | Gran Premio del Portogallo | Vale de Cambra | Antoine Meo            | Antoine Meo            |
| 3     | 10-11 maggio    | Gran Premio di Grecia      | Kalampaki      | Pierre Alexandre Renet | Antoine Meo            |
| 4     | 7-8 giugno      | Gran Premio di Finlandia   | Heinola        | Pierre Alexandre Renet | Pierre Alexandre Renet |
| 5     | 14-15 giugno    | Gran Premio di Svezia      | Enköping       | Pierre Alexandre Renet | Pierre Alexandre Renet |
| 6     | 5-6 luglio      | Gran Premio del Messico    | non disputata  |                        |                        |
| 7     | 2-3 agosto      | Gran Premio d'Italia       | Lumezzane      | Alex Salvini           | Alex Salvini           |
| 8     | 13-14 settembre | Gran Premio di Francia     | Brioude        | Pierre Alexandre Renet | Pierre Alexandre Renet |

### Sistema di punteggio e legenda
| Pos.  | 1  | 2  | 3  | 4  | 5  | 6  | 7 | 8 | 9 | 10 | 11 | 12 | 13 | 14 | 15 | 16 > |
| ----- | -- | -- | -- | -- | -- | -- | - | - | - | -- | -- | -- | -- | -- | -- | ---- |
| Punti | 20 | 17 | 15 | 13 | 11 | 10 | 9 | 8 | 7 | 6  | 5  | 4  | 3  | 2  | 1  | 0    |

### Classifiche
Aggiornate al 15 giugno

#### Piloti
| Pos. | Pilota                 | Moto      | Punti |
| ---- | ---------------------- | --------- | ----- |
| 1    | Pierre Alexandre Renet | Husqvarna | 258   |
| 2    | Alex Salvini           | Honda     | 202   |
| 3    | Johnny Aubert          | Beta      | 177   |
| 4    | Lorenzo Santolino      | Sherco    | 163   |
| 5    | Oriol Mena             | Beta      | 122   |
| 6    | Antoine Meo            | KTM       | 114   |
| 7    | Romain Dumontier       | Yamaha    | 104   |
| 8    | Mirko Gritti           | KTM       | 89    |
| 9    | Jonathan Barragan      | Husqvarna | 86    |
| 10   | Jamie Lewis            | Husqvarna | 75    |

#### Costruttori
| Pos. | Costruttore | Punti |
| ---- | ----------- | ----- |
| 1    | Husqvarna   | 186   |
| 2    | KTM         | 156   |
| 3    | Beta        | 152   |
| 4    | Honda       | 133   |
| 5    | Sherco      | 110   |
| 6    | Yamaha      | 63    |
| 7    | Kawasaki    | 12    |
| 8    | Gas Gas     | 10    |

## E3

### Calendario
| Prova | Data            | Gran Premio                | Località       | Vincitore gara 1 | Vincitore gara 2 |
| ----- | --------------- | -------------------------- | -------------- | ---------------- | ---------------- |
| 1     | 5-6 aprile      | Gran Premio di Catalogna   | Solsona        | Iván Cervantes   | Iván Cervantes   |
| 2     | 12-13 aprile    | Gran Premio del Portogallo | Vale de Cambra | Iván Cervantes   | Iván Cervantes   |
| 3     | 10-11 maggio    | Gran Premio di Grecia      | Kalampaki      | Iván Cervantes   | Matthew Phillips |
| 4     | 7-8 giugno      | Gran Premio di Finlandia   | Heinola        | Matthew Phillips | Matthew Phillips |
| 5     | 14-15 giugno    | Gran Premio di Svezia      | Enköping       | Matthew Phillips | Mathias Bellino  |
| 6     | 5-6 luglio      | Gran Premio del Messico    | non disputata  |                  |                  |
| 7     | 2-3 agosto      | Gran Premio d'Italia       | Lumezzane      | Matthew Phillips | Oscar Balletti   |
| 8     | 13-14 settembre | Gran Premio di Francia     | Brioude        | Matthew Phillips | Iván Cervantes   |

### Sistema di punteggio e legenda
| Pos.  | 1  | 2  | 3  | 4  | 5  | 6  | 7 | 8 | 9 | 10 | 11 | 12 | 13 | 14 | 15 | 16 > |
| ----- | -- | -- | -- | -- | -- | -- | - | - | - | -- | -- | -- | -- | -- | -- | ---- |
| Punti | 20 | 17 | 15 | 13 | 11 | 10 | 9 | 8 | 7 | 6  | 5  | 4  | 3  | 2  | 1  | 0    |

### Classifiche
Aggiornate al 15 giugno

#### Piloti
| Pos. | Pilota           | Moto      | Punti |
| ---- | ---------------- | --------- | ----- |
| 1    | Matthew Phillips | KTM       | 229   |
| 2    | Iván Cervantes   | KTM       | 220   |
| 3    | Matti Seistola   | Sherco    | 155   |
| 4    | Mathias Bellino  | Husqvarna | 148   |
| 5    | Aigar Leok       | TM        | 138   |
| 6    | Luís Correia     | Beta      | 135   |
| 7    | Joly Jérémy      | KTM       | 125   |
| 8    | Fabien Planet    | Sherco    | 108   |
| 9    | Antoine Basset   | Gas Gas   | 107   |
| 10   | Simone Albergoni | KTM       | 96    |

#### Costruttori
| Pos. | Costruttore | Punti |
| ---- | ----------- | ----- |
| 1    | KTM         | 195   |
| 2    | Husqvarna   | 148   |
| 3    | Sherco      | 134   |
| 4    | Beta        | 118   |
| 5    | TM          | 90    |
| 6    | Gas Gas     | 72    |
| 7    | Honda       | 2     |